# بطولة آسيا لكرة القدم الخماسية للأندية 2013
بطولة آسيا لكرة القدم الخماسية للأندية 2013 هو موسم من بطولة آسيا لكرة القدم الخماسية للأندية ‏. فاز فيه Chonburi Bluewave Futsal Club ‏.